# Stefan Georgiev
Pour les articles homonymes, voir Georgiev.
Stefan Asenov Georgiev (en bulgare : Стефан Асенов Георгиев), né le 20 mai 1977 à Sofia, est un skieur alpin bulgare. 

## Biographie
Georgiev fait ses débuts dans la Coupe du monde en octobre 1998 au slalom géant de Sölden et obtient comme meilleur résultat une 34e place en 2009 dans un super combiné.
Il a participé aux Jeux olympiques d'hiver de 1998, de 2002, de 2006 et de 2010, avec un top 20 à son actif (16e au combiné en 2002 à Salt Lake City, où il est aussi porte-drapeau et trois top trente en slalom.
Son meilleur résultat aux Championnats du monde est une seizième place au slalom à Val d'Isère en 2009. 
Il a mis fin à sa carrière en 2011.

## Palmarès

### Jeux olympiques
| Épreuve / Édition | Nagano 1998 | Salt Lake City 2002 | Turin 2006 | Vancouver 2010 |
| Descente          |             |                     |            | Abandon        |
| Super G           |             |                     |            | 41e            |
| Slalom géant      | 32e         | 33e                 |            | 48e            |
| Slalom            | 22e         | Abandon             | 25e        | 25e            |
| Combiné           |             | 16e                 | Abandon    | 34e            |

### Championnats du monde
| Épreuve / Édition | Sestrières 1997 | Vail/Beaver Creek 1999 | Sankt Anton 2001 | Saint-Moritz 2003 | Bormio 2005 | Åre 2007 | Val d'Isère 2009 |
| Super G           |                 |                        |                  |                   |             |          | 47e              |
| Slalom géant      | 33e             | 37e                    | Abandon          | 39e               | Abandon     | 36e      | 43e              |
| Slalom            | Abandon         | Abandon                | Abandon          | Abandon           | 30e         | Abandon  | 16e              |
| Combiné           |                 |                        |                  | 26e               | 22e         |          | 22e              |

### Coupe du monde
- Meilleur résultat : 34e.